# Frost (album)
Frost – druga płyta norweskiego zespołu Enslaved. Jest to pierwszy album zespołu na którym styl muzyczny, wciąż zakorzeniony w black metalu, zaczął zmierzać w kierunku viking metalu. Jest to ostatnie wydawnictwo, przy którego nagrywaniu brał udział perkusista Trym Torson, późniejszy członek zespołu Emperor.

## Lista utworów
| Nr | Tytuł utworu       | Długość |
| -- | ------------------ | ------- |
| 1. | „Frost”            | 2:52    |
| 2. | „Loke”             | 4:22    |
| 3. | „Fenris”           | 7:16    |
| 4. | „Svarte Vidder”    | 8:43    |
| 5. | „Yggdrasil”        | 5:23    |
| 6. | „Jotunblod”        | 4:07    |
| 7. | „Gylfaginning”     | 5:31    |
| 8. | „Wotan”            | 4:12    |
| 9. | „Isöders Dronning” | 7:45    |
|    |                    | 50:11   |

## Twórcy
- Grutle Kjellson – śpiew, gitara basowa, drumla
- Ivar Bjørnson – gitara, instrumenty klawiszowe
- Trym Torson – instrumenty perkusyjne
- Robin Malmberg – opracowanie graficzne albumu
- Eirik "Pytten" Hundvin – inżynieria dźwięku i produkcja
- Svein Grønvold – autor zdjęcia wykorzystanego na okładce albumu

## Wideografia
1. "Jotunblod" – 1994 (clip)